# Publius Sulpicius Galba Maximus
Pour les articles homonymes, voir Sulpicius Galba.
Publius Sulpicius Galba Maximus est un patricien romain, deux fois consul et dictateur durant la deuxième guerre punique et les guerres de Macédoine. Il intervient militairement deux fois contre le royaume de Macédoine sans résultat décisif et participe plusieurs fois à des délégations envoyées en Grèce et en Asie mineure.

## Biographie
En 211 av. J.-C., il est consul avec Fulvius Centunalus, quoiqu'ils n'aient pas exercé de magistratures curules auparavant. Par tirage au sort, Galba est affecté à la guerre en Macédoine contre Philippe V de Macédoine, pour remplacer le proconsul Marcus Valerius Laevinus, élu consul en son absence. En 210 et 209 av. J.-C. il est prolongé comme proconsul pour la Macédoine, front secondaire pour les Romains, avec une légion et une petite flotte. Son principal fait d'armes est d'être à la tête de la première flotte romaine dans la mer Égée et de s'emparer Égine en 210 av. J.-C., car la majeure partie du combat a été menée par les Étoliens alliés de Rome.
En 203 av. J.-C., le consul Caius Servilius Geminus est passé en Sicile, pour préparer un débarquement en Afrique, ce qui outrepasse la mission que lui a assignée le Sénat romain. Pour lui intimer l'ordre de revenir en Italie, il faut un magistrat d'un rang supérieur à celui de consul. Le Sénat fait donc désigner Galba comme dictateur. Après avoir fait revenir Servilius en Italie, Galba termine son mandat par la remise à l'ordre des villes italiennes qui se sont détachées de Rome pendant la guerre.
En 200 av. J.-C., il est consul pour la seconde fois, lorsqu'une ambassade athénienne annonce au Sénat que Philippe V de Macédoine tente d'envahir la Grèce,. Galba propose de déclarer la guerre au royaume de Macédoine, mais la décision d'une guerre contre la Macédoine est rejetée par le vote unanime des comices centuriates, car les citoyens sont las des conflits. Deux ans après la fin de la deuxième guerre punique, les motivations du Sénat et du peuple sont multiples. L'alliance entre Hannibal Barca et Philippe V a fait de la Macédoine un adversaire potentiel dangereux, argument en faveur de la guerre. Mais il y a des rivalités au sein du Sénat. Scipion l'Africain ne veut pas d'une guerre qu'il ne commanderait pas, n'étant pas consul, tandis que nombre de sénateurs sont jaloux de la façon dont il accapare la gloire militaire, et souhaitent donc entamer le conflit cette année. Galba dans un discours recomposé par Tite-Live insiste sur la menace macédonienne, invoque le précédent de la guerre de Pyrrhus en Italie, et parvient à obtenir un vote populaire sur le principe de la guerre.
Le consul Galba débarque aux environs d'Apollonia avec deux légions, pour attaquer la Macédoine par l'ouest. La cité d'Antipatrée sur la frontière de la Macédoine refuse l'alliance que proposent les négociateurs romains et subit des représailles exemplaires : une fois prise d'assaut, elle est pillée puis incendiée et ses habitants masculins sont massacrés,. Philippe V est battu à Ottolobus, puis se retire rapidement en Illyrie. Bien que la campagne ait été considérée comme un succès militaire mineur, elle a convaincu les Étoliens de s'allier avec Rome.
En 197 et 196 av. J.-C., il est l'un des dix commissaires sénatoriaux envoyés en Macédoine pour assister Flamnius à définir les conditions de paix à imposer à Philippe V,.
En 193 av. J.-C., il fait partie de la délégation de dix ambassadeurs envoyée auprès d'Antiochos III dont l'expansion menace les alliés grecs de Rome. Cette délégation transite chez Eumène II de Pergame, allié des Romains et directement menacé par Antiochos, mais Galba, malade, doit rester à Pergame.